# Atomico
 (juin 2015).
Si vous disposez d'ouvrages ou d'articles de référence ou si vous connaissez des sites web de qualité traitant du thème abordé ici, merci de compléter l'article en donnant les références utiles à sa vérifiabilité et en les liant à la section « Notes et références ».
Atomico est une entreprise d'investissement international de technologie dont le siège est à Londres, avec des bureaux à Beijing, Istanbul, São Paulo et Tokyo.
La société se concentre sur les nouvelles technologies de consommation qui ont le potentiel de transformer les marchés, et met l'accent sur une gestion solide. Son cofondateur et PDG est Niklas Zennström, un entrepreneur en série qui a cofondé Skype et Kazaa.
Zennström a déclaré qu'il a fondé l'entreprise en 2006, après avoir vu que la nouvelle technologie ne perturbe pas seulement les marchés de consommation, mais l'industrie du capital-risque lui-même.
Il a investi dans plus de cinquante entreprises sur trois continents par l'intermédiaire de trois fonds, Atomico Ventures I, 165 millions de dollars, Atomico Ventures II et, plus récemment, Atomico III, qui a fermé avec 476 millions de dollars en novembre 2013.
L'entreprise a été impliqué dans des sorties ou transactions importants dans des sociétés dont Supercell (vendu avec une participation majoritaire à SoftBank, valorisant l'entreprise à 3 milliards de dollars en 2013), The Climate Corporation (acquis par Monsanto pour 1,1 milliard de dollars en 2013), Xobni (acquis par Yahoo! en 2013) et Shopzilla (acquise par Bazaarvoice en 2012).

## Investments
Les investissements de l'entreprise comprennent
| - 6WunderKinder - Graphcore - Lilium GmbH - Infarm - Truecaller - Framer - MessageBird - Varjo - Omio (previously GoEuro) - Pipedrive - Scandit - HealX - Spacemaker - Kheiron Medical - Betable - Chemist Direct - EVRYTHNG - Farmdrop - AccuRx, - Fashiolista - Fon - Habito - Hailo - Jolicloud - Klarna - Last.fm - LendInvest - Star - Mydeco - OneTwoTrip - Ostrovok - Playfire - Quipper - Rovio Mobile - Seesmic - Siine - Silk - Skype - State - Supercell - Uniplaces - Viagogo - Wrapp - Zattikka | - Masterclass - Memphis Meats - Clutter - Lime - Compass - Stripe - Deca - Fab.com - Fabricly - Heysan - Jawbone - Knewton - Kyte - Memolane - PowerReviews - Quid - Rdio - Technorati - The Climate Corporation - TrialPay - Xobni | - Gympass - Bebestore - CinemaKi - Connect Parts - PedidosYa - Restorando | - Smartnews - CMUNE - Gengo - iBoxPay |